# HSK Thor
HSK Thor (HSK4, „Schiff 10”) – niemiecki krążownik pomocniczy (rajder) Kriegsmarine okresu II wojny światowej. Royal Navy nadała mu oznaczenie Raider E.
Podczas swojej służby aż trzykrotnie stykał się i walczył z brytyjskimi krążownikami pomocniczymi, z czego dwa pojedynki zostały zakończone uszkodzeniem okrętów brytyjskich, a trzeci zatopieniem brytyjskiego HMS "Voltaire".
Krążownik pomocniczy „Thor” powstał z zaadaptowanego statku do przewozu bananów „Santa Cruz”, zarekwirowanego i przebudowanego wkrótce po wybuchu II wojny światowej.
W pierwszy rejs bojowy wyruszył z Kilonii 6 czerwca 1940 roku.
28 lipca 1940 roku „Thor” w okolicy Trindade napotkał patrolujący brytyjski krążownik pomocniczy „Alcantara”, przebudowany ze statku pasażerskiego. Początkowo usiłował go przechwycić, a po zidentyfikowaniu przeciwnika, uciec, lecz rozwijał niższą prędkość. Doszło do pojedynku artyleryjskiego, w którym „Thor” poważnie uszkodził ośmioma trafieniami „Alcantarę”, która zaczęła nabierać wody, lecz dopłynęła potem do portu. Sam został lekko uszkodzony dwoma pociskami, z których jeden nie wybuchł (zginęło trzech członków załogi), po czym przerwał starcie i oderwał się od przeciwnika. Zużył przy tym 284 pociski głównego kalibru. Zaletą niemieckiego rajdera był większy zasięg artylerii od starych armat brytyjskich podobnego kalibru – Niemcy byli w stanie rozpocząć pojedynek z odległości 14,5 km, a Brytyjczycy o dwa kilometry mniejszej.
5 grudnia 1940 roku „Thor” na południowym Atlantyku został przechwycony przez brytyjski krążownik pomocniczy „Carnarvon Castle”. Ponownie próba ucieczki się nie powiodła i doszło do pojedynku artyleryjskiego. „Carnarvon Castle” otrzymał co najmniej 27 trafień i został poważnie uszkodzony, wybuchły na nim pożary, zginęło 37 ludzi i 82 zostało rannych. „Thor” nie został trafiony, lecz ponownie oderwał się od przeciwnika. Jego przewaga ponownie wynikała z większego zasięgu armat, a także mniejszej sylwetki od okrętu brytyjskiego, przebudowanego z pasażerskiego liniowca.
9 października 1942 roku po drugim rejsie zawinął do Jokohamy w celu przygotowania do następnej misji, jednak 30 listopada spłonął w porcie wraz z 3 innymi jednostkami w wyniku eksplozji na niemieckim statku zaopatrzeniowym „Uckermark”. Jego naprawę uznano za nieopłacalną. 
Kapitan krążownika, Günther Gumprich, przejął następnie dowództwo krążownika pomocniczego HSK „Michel”, na pokładzie którego zginął.
W czasie obu rajdów „Thor” zatopił 22 statki o łącznym tonażu 148 640 BRT.